# Classifica FIMI Album
La Classifica FIMI Album (precedentemente denominata Classifica FIMI Artisti) è la classifica ufficiale degli album più venduti in Italia. Viene settimanalmente stilata dalla Federazione Industria Musicale Italiana, in collaborazione con l'istituto di rilevazione GfK Retail and Technology Italia, e pubblicata sul sito web della FIMI stessa ogni venerdì.
La classifica raccoglie i dati di vendita relativi a tutti gli album e gli EP di artisti singoli e, a partire dal 2020, anche le compilation con brani di artisti vari, per le quali fino al 2019 veniva stilata la Classifica FIMI Compilation.

## Storia
La classifica è stata annunciata per la prima volta durante il mese di settembre del 1994, quando l'allora presidente della FIMI, Caccia Dominioni, dichiarò di voler creare una classifica che potesse sostituire tutte quelle fino ad allora esistenti, giudicate scarsamente attendibili, e che fosse in grado di generare un effetto promozionale in favore degli album nominati nelle classifiche stesse..
Inizialmente prevista per il mese di gennaio 1995, la nascita ufficiale della classifica è stata poi rimandata di circa 2 mesi. La prima classifica FIMI, allora chiamata Top of the Music, è stata quindi pubblicata nel marzo 1995, con i dati rilevati nella settimana tra il 23 febbraio e il 1º marzo, ovvero durante la settimana che ha visto esordire sul mercato gli album degli artisti partecipanti al 45º Festival di Sanremo. Il primo album al numero 1 della classifica è stato però un disco straniero, ovvero Greatest Hits di Bruce Springsteen.  Al momento della sua nascita, la classifica veniva realizzata sulla base dei dati raccolti in maniera elettronica da un campione di 130 negozi sul totale dei 1 600 allora esistenti in Italia.
Sin dalla sua nascita e fino alla fine del 2009 la classifica è stata realizzata in collaborazione con l'istituto di rilevazione Nielsen SoundScan, ma nel 2010 quest'ultimo è stato sostituito dall'azienda GfK Retail and Technology Italia. Secondo quanto dichiarato da Enzo Mazza, presidente FIMI, la decisione è stata motivata dalle scarse garanzie di affidabilità e accuratezza offerte da Nielsen in virtù della recente trasformazione del mercato discografico.
Fino al 9 luglio 2015, le classifiche erano prodotte rilevando i dati di vendita durante l'intera settimana, dal lunedì alla domenica, su un campione di 3 400 punti vendita sparsi su tutto il territorio nazionale. A partire dalla classifica pubblicata il 14 ottobre 2011, i rilevamenti includono anche i dati relativi alle vendite in formato digitale. Dal 17 luglio 2015, con l'introduzione del Global Release Day, le classifiche vengono pubblicate di venerdì e sono relative ai sette giorni immediatamente precedenti (dal venerdì al giovedì).
Il numero delle posizioni inoltre è gradualmente aumentato nel corso degli anni, passando dalle 25 iniziali alle 75 posizioni indicate nelle classifiche fino al febbraio 2005, poi passate definitivamente a 100.
A partire dal 2020 la classifica degli Album è stata unificata a quella delle compilation, assumendo quindi il nome completo di "TOP 100 Album & Compilation".

## Album al numero 1
- Album al numero uno della classifica FIMI Album durante gli anni 1990: 1995, 1996, 1997, 1998, 1999.
- Album al numero uno della classifica FIMI Album durante gli anni 2000: 2000, 2001, 2002, 2003, 2004, 2005, 2006, 2007, 2008, 2009.
- Album al numero uno della classifica FIMI Album durante gli anni 2010: 2010, 2011, 2012, 2013, 2014, 2015, 2016, 2017, 2018, 2019.
- Album al numero uno della classifica FIMI Album durante gli anni 2020: 2020, 2021, 2022, 2023, 2024, 2025.